# Anna and the Apocalypse
Anna and the Apocalypse és una pel·lícula nadalenca de zombis musical britànica del 2017 dirigida per John McPhail segons guió d'Alan McDonald i Ryan McHenry, basat en el curtmetratge nominat al BAFTA de McHenry el 2010 Zombie Musical. És protagonitzada per un elenc de conjunt de joves talents en gran part desconegut, que inclou Ella Hunt, Malcolm Cumming, Sarah Swire, Christopher Leveaux, Marli Siu i Ben Wiggins amb Mark Benton i Paul Kaye.
La pel·lícula es va estrenar al Fantastic Fest el 22 de setembre de 2017. Va ser llançada al Regne Unit per Vertigo Releasing i als Estats Units per Orion Pictures el 30 de novembre de 2018 amb ressenyes generalment positives de la crítica, elogiant les actuacions, els números musicals i la caracterització.

## Argument
A Little Haven, Escòcia, Anna Shepherd està a punt d'acabar l'escola. Té previst viatjar durant un any abans d'anar a la universitat, a disgust del seu pare vidu, Tony. Els seus amics s'enfronten als seus propis problemes: el seu millor amic John, un artista, està secretament enamorat d'ella, el futur cineasta Chris està lluitant amb una tasca de classe i l'estudiant de transferència Steph intenta que el seu informe de justícia social superi el tirànic vicedirector Senyor Savage. Nick, l'aventura d'una nit d'Anna, també li està posant la vida difícil. La nit de l'espectacle de Nadal de l'escola, en què actua la xicota de Chris, la Lisa, l'Anna i el John treballen a la bitllera local, i en Chris i en Steph van al refugi per a persones sense sostre per filmar la història de l'Steph. Durant aquest temps, una infecció zombi comença a propagar-se.
L'endemà, l'Anna i el John marxen cap a l'escola, totalment aliens al caos zombi que els envolta. Quan es troben amb un zombi vestit de ninot de neu, l'Anna el decapita amb una serra. A l'escola, un grup d'adults, entre ells l'àvia de Chris, el Sr. Savage, Tony i Lisa, s'estan refugiant. Tony i el Sr. Savage discuteixen sobre si salvar els altres supervivents fora o tancar les portes i quedar-se dins de l'escola, amb el Sr. Savage guanyant la discussió amb una emissió militar sobtada. Pensant que serà massa perillós anar a casa o a l'escola, l'Anna i el John van a la pista de bitlles, on es troben amb l'Steph i en Chris, que s'hi han refugiat. L'Steph descobreix que arriba una evacuació de l'exèrcit a l'escola, així que el grup té previst anar-hi un cop estigui segur. Steph mata el conserge zombificat, la qual cosa alerta un grup de jugadors de bitlles zombificats perquè entrin. El grup els mata a tots després d'una baralla sagnant, i s'adonen que arribar als seus éssers estimats serà difícil.
L'endemà al matí, Anna, Steph, John i Chris es desperten i descobreixen que l'exèrcit ha estat zombificat i que no hi ha cap evacuació. En qualsevol cas, marxen a l'escola per veure si els seus éssers estimats encara són vius. Nick, gaudint immensament de la carnisseria, i els seus amics rescaten el grup d'una horda de zombis i s'uneixen a ells en el camí cap a l'escola. L'Anna li diu a John que encara planeja viatjar malgrat tot el que ha passat. També assenyala que ell és el seu "millor amic", la qual cosa implica que coneix els seus sentiments, però no correspon. A l'escola, Savage lluita per mantenir l'autoritat mentre els altres planifiquen la seva evacuació.
Els estudiants són emboscats per zombis, que maten els amics de Nick i mosseguen John; porta Anna a un lloc segur, però se sacrifica per distreure els zombis. Els supervivents arriben a l'escola, on Savage ha deixat entrar els zombis com a última mesura de control. L'Anna i el Nick se separen per buscar en Tony mentre l'Steph i el Chris busquen la seva família i les claus del cotxe de l'Steph. Un grup de zombis separa Nick i Anna. Chris troba la Lisa, però la seva àvia ja ha mort d'un atac de cor. Steph, Chris i Lisa troben les claus del cotxe a l'oficina de Savage, però Chris i Lisa són mossegats mentre intenten escapar.
L'Anna troba en Savage a l'auditori, on està utilitzant en Tony com a esquer per als zombis. L'Anna allibera en Tony, però els dos homes es barallen. Savage cau als zombis i Tony revela que ha estat mossegat. Nick arriba a temps perquè l'Anna s'acomiadi del seu pare. Es preparen per a una última lluita abans que Steph els rescati al seu cotxe. L'Anna finalment abandona Little Haven per buscar un lloc segur.

## Repartiment
- Ella Hunt com a Anna
- Malcolm Cumming com a John
- Sarah Swire com a Steph
- Christopher Leveaux com a Chris
- Ben Wiggins com a Nick
- Marli Siu com a Lisa
- Mark Benton com a Tony
- Paul Kaye com Arthur Savage
- Calum Cormack com a Zombie Santa
- Euan Bennet com a Jake
- Sean Connor com a Graham
- John Winchester com a Tibbsy
- Janet Lawson com la senyora Hinzmann
- Kirsty Strain com a Sra Wright
- Jackie Bird com ella mateixa

## Producció

### Desenvolupament
Tots estàvem anant i venint, i essencialment tots havíem fet aquestes carreres nosaltres mateixos. Per tant, abans que Ryan emmalaltís, hi havia una fam entre tots perquè aquest era un projecte del qual tots estàvem molt enamorats. I després que  va emmalaltir i el vam perdre, va haver-hi una sensació de feina pendent. Volíem tancar-ho, però realment el que havíem de fer era trobar una manera de reconèixer el que Ryan hi havia aportat, la seva idea original i el concepte que tots voldríem dur a terme, però també trobar una manera d'avançar.
El 2009, mentre assistia a l'Edinburgh College of Art, a Ryan McHenry se li va ocórrer la idea d'un curtmetratge "zombie musical", inspirant-se en "'High School Musical. El 2010, McHenry va escriure i dirigir el curtmetratge a l'escola secundària de Dumfries, amb els seus amics Naysun Alae-Carew com a productor i Ryan Clachrie com a dissenyador de producció. El 2011, el curtmetratge titulat Zombie Musical va guanyar el millor productor (forma curta) per Alaw-Carew als British Academy Scotland New Talent Awards i va rebre dues nominacions addicionals, les de Millor director (McHenry) i Millor música original (Toby Mottershead). Black Camel, una productora amb seu a Glasgow, va expressar interès a desenvolupar un llargmetratge basat en el curt, amb McHenry dirigint i Alae-Carew productor. McHenry també va ser contractat per coescriure el guió amb Alan McDonald.
El 2013, el desenvolupament es va aturar quan McHenry va ser diagnosticat amb osteosarcoma. Després d'entrar en remissió, va tornar a treballar en el projecte amb McDonald, ara titulat Anna and the Apocalypse. El maig de 2015, McHenry va morir de càncer, tot i que Alae-Carew i McDonald van continuar desenvolupant el projecte. La pel·lícula va ser dedicada a McHenry, que va morir dos anys abans de l'estrena de la pel·lícula.

### Guió
El 2016, John McPhail havia assumit el càrrec de director amb McDonald com a únic guionista, tot i que McHenry va rebre crèdit com a coguionista. D¡’antuvi, McPhail estava preocupat per unir-se com a director abans de la producció. En una entrevista a Entertainment Weekly, va dir: "Tots havien estat fent això junts i, de sobte, vaig entrar aquí. Estava nerviós per això, però em van rebre amb els braços oberts, realment ho van fer i això va fer que tot fos agradable i fàcil". Després de la mort de McHenry, l'esborrany inicial del guió de la pel·lícula tenia un to més fosc i cínic, que McDonald creia que era degut a la mort de McHenry. "La raó per la qual l'esborrany era tan fosc va ser perquè trobava a faltar el meu amic... Suposo que en la història que sempre estàvem explicant i en el que finalment es va convertir en la història de Ryan. Trobar una manera perquè tots poguéssim redescobrir l'alegria va ser el que penso que ens va mantenir en l'objectiu i, finalment, va crear la pel·lícula que hem fet ara."

### Música
El 2014, Roddy Hart va ser contractat per escriure les cançons de la pel·lícula, en col·laboració amb Tommy Reilly.

### Rodatge
La fotografia principal va tenir lloc durant cinc setmanes entre el 16 de gener i el 22 de febrer de 2017 a la zona d'Inverclyde i als voltants, prop de Glasgow. La producció es va basar principalment a l'antic edifici de l'escola secundària St. Stephen's a Southfield Avenue, Port Glasgow. La pel·lícula va ser produïda per Blazing Griffin Pictures, Black Camel Pictures, Parkhouse Fotos i Creative Scotland.

### Inspiracions
El director John McPhail va dir que Anna and the Apocalypse va estar influenciada per les pel·lícules West Side Story (1961) , The Rocky Horror Picture Show (1975) i The Breakfast Club (1985), així com l’episodi musical de Buffy the Vampire Slayer "Once More, with Feeling". McPhail també va dir que la pel·lícula inclou "esbossos" de les pel·lícules de zombis La nit dels morts vivents (1968), El despertar dels zombis (1978), Possessió infernal (1981), Katakuri-ke no kôfuku (2001) i Shaun of the Dead (2004). Les meliceres i els shorts que es veuen a la pel·lícula es van inspirar en el disseny de vestuari de la pel·lícula slasher Sleepaway Camp  (1983).

### Banda sonora
El 23 de novembre de 2018 es va llançar una banda sonora formada per 13 cançons de la pel·lícula.
La cançó esborrada, "Which Side Are You On?", només apareix al llançament de vinil i al tall del director. Una altra cançó suprimida, "Some Things Will Never Change", està present a les funcions addicionals del llançament de Blu-ray.
| 1.  | «Christmas Means Nothing Without You»          | Shonagh Murray                             | 3:17 |
| 2.  | «Break Away»                                   | Ella Hunt, Sarah Swire and Malcolm Cumming | 3:59 |
| 3.  | «Hollywood Ending»                             | Cast from Anna and the Apocalypse          | 3:32 |
| 4.  | «The Fish Wrap»                                | Roddy Hart, Tommy Reilly and John McPhail  | 0:39 |
| 5.  | «It's That Time of Year»                       | Marli Siu                                  | 2:48 |
| 6.  | «Turning My Life Around»                       | Ella Hunt and Malcolm Cumming              | 3:50 |
| 7.  | «Human Voice»                                  | Cast from Anna and the Apocalypse          | 3:53 |
| 8.  | «Soldier at War»                               | Ben Wiggins                                | 3:10 |
| 9.  | «Nothing's Gonna Stop Me Now»                  | Paul Kaye                                  | 2:48 |
| 10. | «Give Them a Show»                             | Ella Hunt and Paul Kaye                    | 2:54 |
| 11. | «I Will Believe»                               | Ella Hunt and Mark Benton                  | 3:43 |
| 12. | «What a Time to Be Alive»                      | Ryan Joseph Burns                          | 2:09 |
| 13. | «What a Time to Be Alive (Orchestral Version)» | Cast from Anna and the Apocalypse          | 1:59 |

## Estrena
Anna and the Apocalypse es va estrenar en el Fantastic Fest el 22 de setembre de 2017. El 5 d'octubre de 2017, la pel·lícula es va estrenar a Europa en el L Festival Internacional de Cinema Fantàstic de Catalunya.
El 10 de gener de 2018, Orion Pictures va adquirir-la per la seva distribució en sales a Amèrica del Nord i Amèrica Llatina. Als Estats Units, la pel·lícula va rebre una estrena limitada el 30 de novembre de 2018, amb una expansió en l'àmbit nacional el 7 de desembre.

### Mitjans domèstics
L'estrena als cinemes dels Estats Units (93 minuts) només va rebre un estrena digital el 12 de febrer de 2019.
La pel·lícula es va estrenar en DVD Regió 2 el 8 d'abril de 2019 per Vertigo Releasing a través de Kaleidoscope Home Entertainment. Second Sight Films el va estrenar en un Blu-ray de dos discos sense regió el 2 de desembre de 2019.

## Recepció

### Taquilla
Als Estats Units i Canadà, la pel·lícula va debutar amb 52.588 dòlars en cinc cinemes, una mitjana de 10.518 dòlars.

### Resposta crítica
A l'agregador de ressenyes Rotten Tomatoes, la pel·lícula té una puntuació d'aprovació del 77% basada en 127 crítiques, amb una valoració mitjana de 6,7/10. El consens crític del lloc web diu: "Anna and the Apocalypse troba cervells nous i molt de cor en el gènere de zombis ple de gent, per no parlar d'una divertida combinació de gènere poblada per personatges arrelables." A Metacritic, la pel·lícula té una mitjana aritmètica ponderada de 63 sobre 100, basat en 26 crítics, que indica "crítiques generalment favorables".
Dread Central li va donar 5 de 5 estrelles, dient que "no només és una gran pel·lícula, sinó també un gran musical".

### Reconeixements
| Any  | Premis                                                    | Categoria                     | Receptors                                                                  | Resultat  |
| ---- | --------------------------------------------------------- | ----------------------------- | -------------------------------------------------------------------------- | --------- |
| 2017 | Rondo Hatton Classic Horror Awards                        | Millor pel·lícula independent | John McPhail                                                               | Nominat   |
| 2017 | L Festival Internacional de Cinema Fantàstic de Catalunya | Premi Midnight X-Treme        | John McPhail                                                               | Guanyador |
| 2018 | Festival Internacional de Cinema d'Edimburg               | Premi del Públic              | John McPhail                                                               | Nominat   |
| 2018 | British Academy Scotland Awards                           | Millor actriu: Pel·lícula     | Ella Hunt                                                                  | Nominat   |
| 2018 | British Academy Scotland Awards                           | Millor pel·lícula             | Naysun Alae-Carew, Nicholas Crum, Tracy Jarvis John McPhail, Alan McDonald | Nominat   |
| 2018 | Toronto After Dark Film Festival                          |                               |                                                                            |           |
| 2018 | Millor llargmetratge: Or                                  | Anna and the Apocalypse       | Guanyador                                                                  |           |
| 2018 | Millor repartiment de conjunt                             | Anna and the Apocalypse       | Guanyador                                                                  |           |
| 2018 | Millor comèdia                                            | Anna and the Apocalypse       | Guanyador                                                                  |           |
| 2018 | Millor música                                             | Anna and the Apocalypse       | Guanyador                                                                  |           |
| 2018 | Millor seqüència de títols                                | Anna and the Apocalypse       | Guanyador                                                                  |           |